# Mako Shiraishi
Mako Shiraishi (白石麻子, Shiraishi Mako). Nació el 12 de junio de 1969, en Tokio, Japón. Es una cantante y ex-Idol japonesa, activa en la década de los 80. Formó parte del grupo idol Onyanko Club, era la miembro número 22.

## Biografía
Shiraishi se unió a Onyanko Club en julio de 1985, tras resultar ganadora del concurso televisivo: "Yuuyake Nyan Nyan". Así mismo paso a convertirse en una de las voces principales dentro del grupo. 
En enero de 1986, formó un subgrupo llamado; "Nyangilas" junto a sus compañeras Aki Kihara, Mika Nagoya y Rika Tatsumi. Con este grupo liberó dos singles y 1 álbum de estudio, posteriormente 
la agrupación se disolvería. 

### Después de Onyanko Club
En septiembre de 1987, Onyanko Club culminó sus actividades. Tras la separación del mismo, Mako 
regreso al colegio y tiempo después trabajo para la empresa Jaguar Japan.

## Vida personal
Shiraishi contrajo nupcias en 1992. De este matrimonio, dio a luz a 3 niños y 1 niña.

## Actualidad
A lo largo de los años, ha estado presente en la mayoría de los reencuentros del grupo.

## Discografía

### Sencillos junto a Onyanko Club
- [1986.xx.xx] Akarui Houkago no Sugoshi Kata
- [1986.11.01] Koi wa Question
- [1986.xx.xx] Anmitsu Taisaku Ikusa
- [1987.01.27] No More Renai Gokko
- [1987.xx.xx] Ame no Merry-Go-Round
- [1987.xx.xx] Heart ni Bokin wo
- [1987.xx.xx] One Side Game
- [198x.xx.xx] Meshibe to Oshibe
- [1987.xx.xx] Cinderella no Shoes
- [198x.xx.xx] Mikanseina jiguso pazuru
- [1987.08.21] Wedding Dress
- [1987.08.21] Watashi wo Yoroshiku

### Comerciales /CM
- [2010] Santorī fuzu
- [2012] Matsumoto kiyoshi